# Mandriva (sistema operativo)
Mandriva (o Mandriva Linux, in precedenza conosciuta come Mandrake Linux) è stata una distribuzione GNU/Linux prodotta da Mandriva SA, orientata principalmente ai computer desktop, alla facilità di gestione e installazione, particolarmente consigliata agli utenti meno esperti, il cui sviluppo è terminato nel 2012.
Il progetto è stato ripreso con la denominazione OpenMandriva Lx proprio come diretto discendente di Mandriva Linux.

## Storia
Nacque nel luglio del 1998, da un'idea di Gaël Duval che voleva creare una distribuzione di facile e semplice utilizzo, con il nome di Mandrake Linux, basata sulla versione 5.1 di Red Hat Linux. Allo scopo fondò la MandrakeSoft, insieme a Jacques Le Marois.
Nel 2005 a causa di un contenzioso sul copyright del nome (richiama il famoso Mandrake il Mago dei fumetti), la software-house produttrice della distribuzione ha cambiato nome da Mandrake a Mandriva, derivato dalla fusione con la distribuzione Conectiva (MANDRake+conectIVA). Nell'estate dello stesso anno Mandriva ha acquisito anche la società americana Lycoris, produttrice dell'omonimo sistema operativo GNU/Linux.
Dal 2010 la distribuzione non è più supportata da Mandriva SA. Esistono due progetti che tentano di proseguire lo sviluppo: il primo è OpenMandriva LX, di OpenMandriva Association, una associazione senza scopo di lucro gestita dalla comunità degli utenti stessi, e Mageia, un fork creato nel 2010 da ex-dipendenti di Mandriva. Entrambi i progetti hanno distribuito versioni stabili delle loro distribuzioni.
Lo sviluppo di Mandriva Linux era stato interrotto il 16 gennaio 2012 a causa di difficoltà finanziarie di Mandriva SA. Dopo il riassetto societario, la distribuzione è stata donata alla comunità, che si è organizzata in una fondazione denominata OpenMandriva Association (OMA). La distribuzione, per questioni legali (il nome appartiene ancora a Mandriva SA), è stata rinominata OpenMandriva LX.
Nel periodo di crisi, con lo sviluppo di Mandriva Linux fermo, diversi sviluppatori dipendenti di Edge-IT, liquidata per i problemi finanziari di Mandriva SA, hanno creato un fork, denominato Mageia, col proposito di raccogliere l'eredità della vecchia distribuzione. I ritardi nella distribuzione di OpenMandriva LX hanno favorito la diffusione di Mageia fra gli utenti rafforzando la sua posizione di erede naturale di Mandriva.
La società Mandriva è stata messa in liquidazione nel maggio del 2015.

## Caratteristiche principali
La facilità della distribuzione era principalmente dovuta ai molti assistenti ed alle procedure guidate che si trovavano negli strumenti di configurazione e che, quindi, permettevano anche ad un utente con modeste conoscenze informatiche di amministrare il sistema abbastanza agevolmente. Nata come derivazione di Red Hat, cui aggiungeva l'allora nuovo desktop grafico KDE, nel corso degli anni era divenuta completamente indipendente.
Degno di nota il particolare sistema di gestione dei pacchetti RPM, chiamato urpmi, che si occupava di scaricare, installare e provvedere alle dipendenze di un programma in automatico, ed il Centro di Controllo, da dove, attraverso i procedimenti guidati, si potevano controllare i vari aspetti del sistema.

## Cronologia delle versioni

### Mandrakelinux 10.0 (Official)

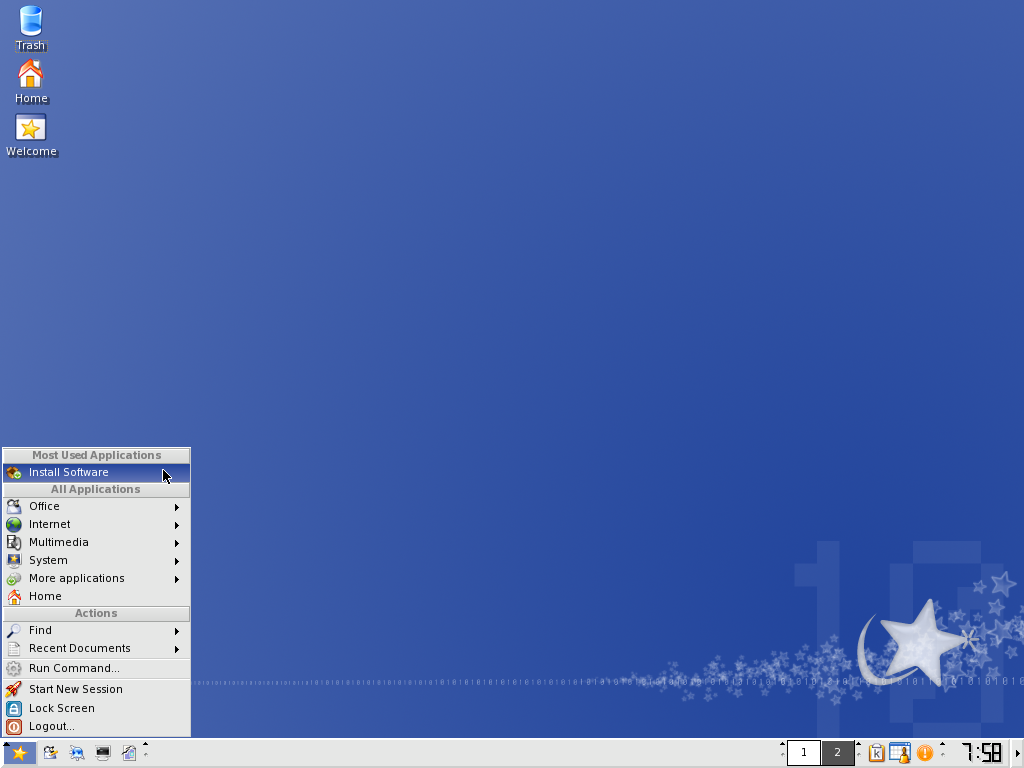
Mandrakelinux 10.0 Official

Distribuita il 21 aprile del 2004, inaugura un nuovo comportamento nelle release che finirà con la versione successiva: alla fine del ciclo di sviluppo viene distribuita una versione Community ed, un mese dopo, corretti i bug scoperti, viene distribuita la versione Official.
Porta con sé una procedura di installazione rinnovata, il riconoscimento automatico dei dispositivi rimovibili ed un nuovo Centro di Controllo Mandrakelinux per la configurazione del sistema. In particolare la procedura di installazione permette di ridimensionare partizioni con filesystem NTFS e di riconoscere le stampanti in automatico, mentre i dispositivi rimovibili vengono ora gestiti dal programma MagicDev che ne permette il mount automatico.
Le versioni disponibili sono:
- Download: l'unica scaricabile gratuitamente, dal 25 maggio 2004
- Discovery: dedicata ai nuovi utenti;
- PowerPack: dedicata ad utenti esperti;
- PowerPack+: dedicata ad utenti esperti, ma più orientata all'utilizzo server.

### Mandriva Limited Edition 2005

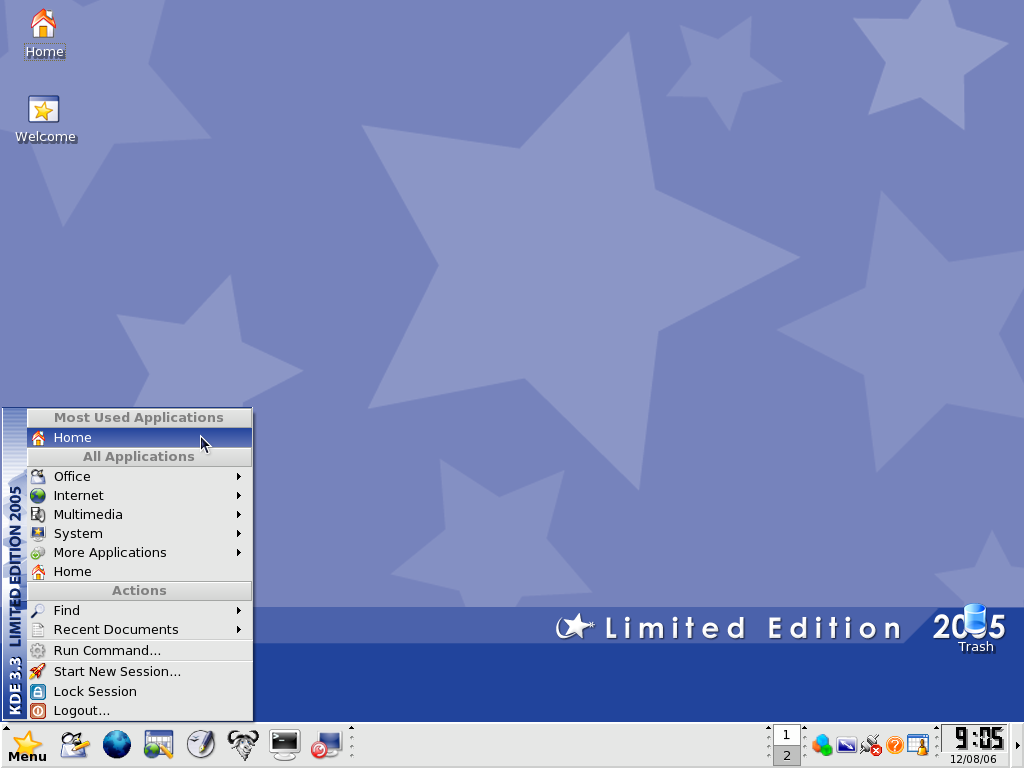
Mandriva LE 2005

Distribuita il 13 aprile del 2005, è una versione di transizione in attesa dell'integrazione delle tecnologie di Conectiva e Lycoris.
Questa versione durante gran parte dello sviluppo si chiamava Mandrake Linux 10.2, ma, con l'acquisizione delle due società, ed il cambiamento del nome dell'azienda a Mandriva, fu cambiato anche il nome finale.
In questa versione sono presenti, soprattutto, miglioramenti al supporto hardware ed una maggiore velocità.
Da questa versione i media di installazione possono essere copiati nel disco rigido, cosicché il processo di installazione non li richiederà.
Le versioni disponibili (tutte sia a 32 che 64 bit) sono:
- gratuita;
- versione di 4 CD con software commerciale;
- versione di 6 CD o 1 DVD con software commerciale.

### Mandriva 2006

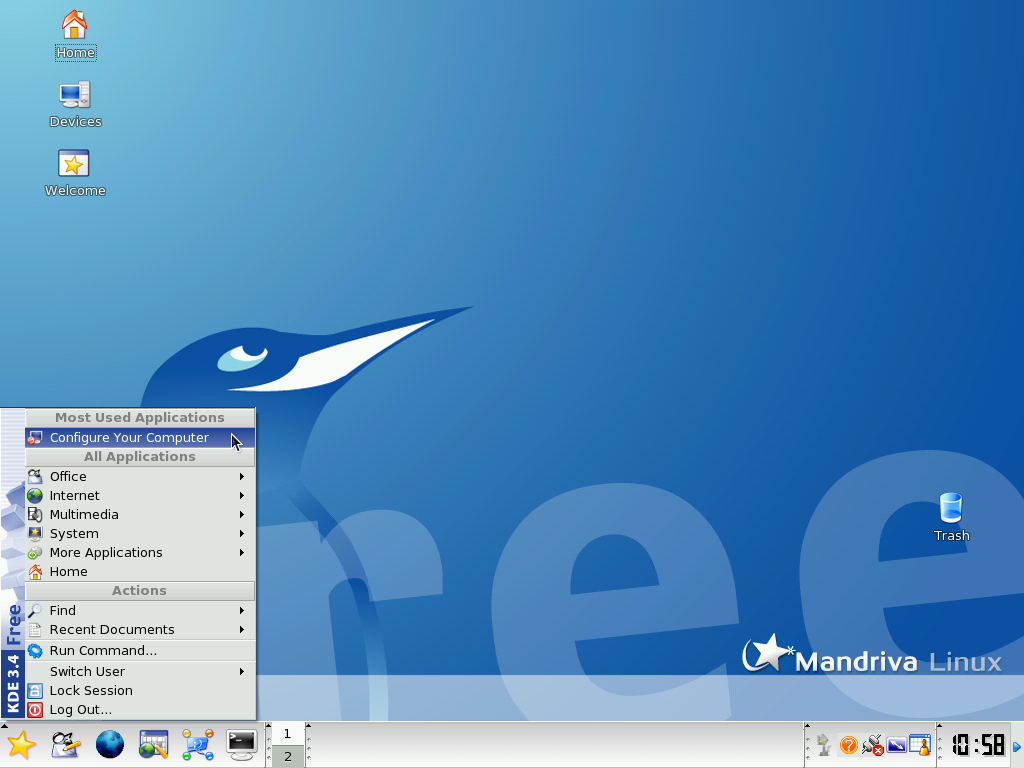
Mandriva Free 2006

Distribuita il 13 ottobre 2005, è la prima versione ufficiale ad integrare le tecnologie di Conectiva e Lycoris ed a prevedere un ciclo di sviluppo annuale. Le novità di questa versione riguardano l'inserimento di Kat (programma per la ricerca desktop), un firewall interattivo, il supporto ufficiale della tecnologia Intel Centrino e funzionalità per l'auto-installazione come server. A queste, nelle versioni commerciali si aggiunge software non opensource come Skype, il player Flash, Java e driver proprietari (tra cui quelli per le schede video NVIDIA ed ATI).
Le versioni disponibili (tutte sia a 32 che 64 bit) sono:
- Free: l'unica scaricabile gratuitamente, dal 14 novembre 2005
- Discovery/Lx: dedicata ai nuovi utenti, è il risultato dell'integrazione delle tecnologie Lycoris, in particolare presenta una nuova interfaccia grafica e nuovo meccanismo di gestione del software;
- PowerPack: dedicata ad utenti esperti, è il risultato dell'integrazione delle tecnologie Conectiva, come Smart (gestione del software). Integra, inoltre, una modalità di installazione per hardware di scarsa potenza, e Xen;
- PowerPack+: dedicata ad utenti esperti, ma più orientata all'utilizzo server, presenta le caratteristiche della versione PowerPack. A queste aggiunge una tecnologia per server ad alta disponibilità (da Conectiva) ed una soluzione groupware.

### Mandriva 2007

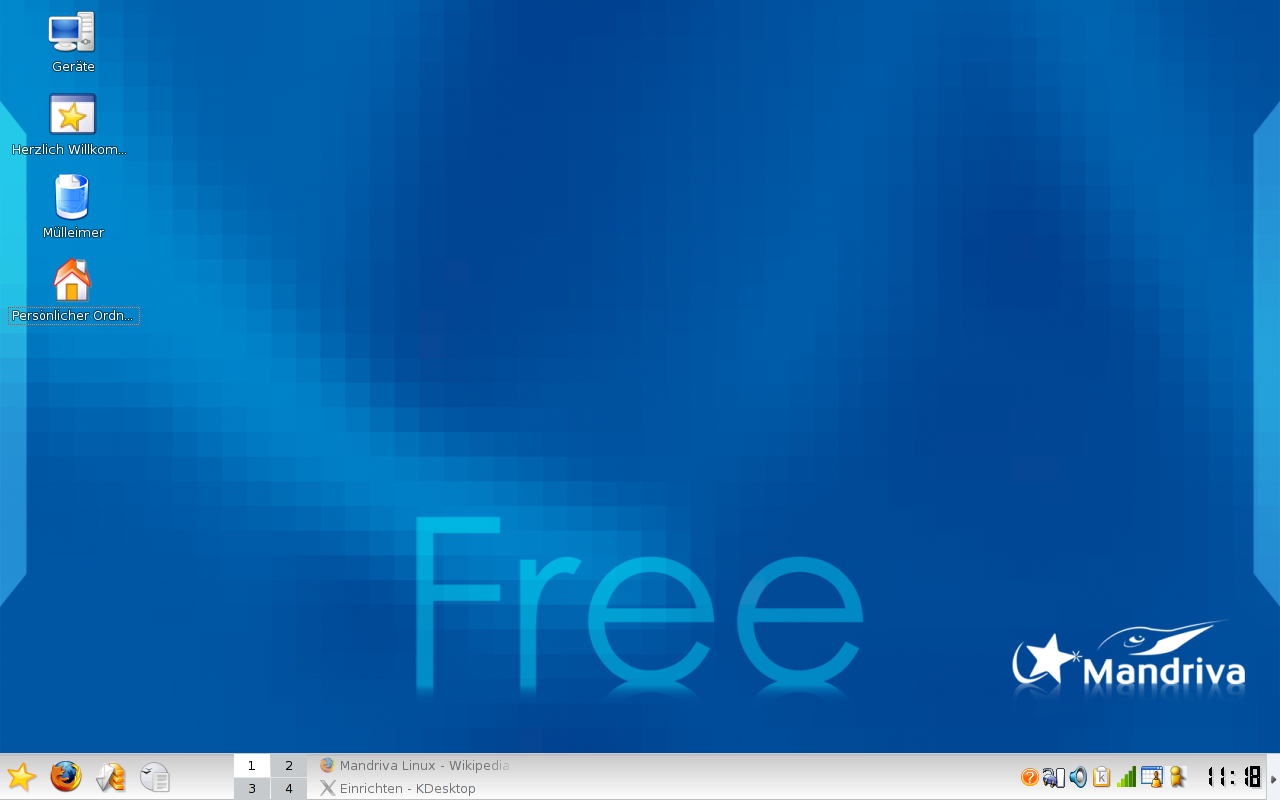
Mandriva Free 2007

Distribuita il 2 ottobre 2006, questa versione rimuove molte rigidità aziendali nei prodotti. Infatti, è la prima versione ad integrare, anche nelle versioni gratuite, driver proprietari; distribuire la versione Free in contemporanea alle versioni commerciali, ed iniziare a distribuire backport, ossia nuove versioni di programmi, che non si limitano ad aggiornamenti per correggere i bug più significativi. L'obiettivo di questa versione è il miglioramento dell'aspetto visuale. Perciò sono state introdotte due tecnologie per ottenere effetti tridimensionali con il desktop (Xgl ed AIGLX) con uno strumento per la loro configurazione, ed un nuovo tema: La Ora.
Le versioni disponibili (tutte sia a 32 che 64 bit, anche in un unico DVD "Dual-Arch") sono:
- One: CD Live e installabile contenente anche driver proprietari (subito pronta per il desktop 3D), gratuita;
- Free: DVD installabile contenente solo software libero, è gratuita;
- Discovery: dedicata ai nuovi utenti, è caratterizzata dal colore arancione;
- PowerPack: dedicata ad utenti esperti, è caratterizzata dal colore blu;
- PowerPack+: dedicata ad utenti esperti, ma più orientata all'utilizzo server, è caratterizzata dal colore nero. Contiene Invictus Firewall, programma sviluppato da Mandriva, che permette di costruire cluster di firewall ridondanti.

### Mandriva 2007.1 "Spring"

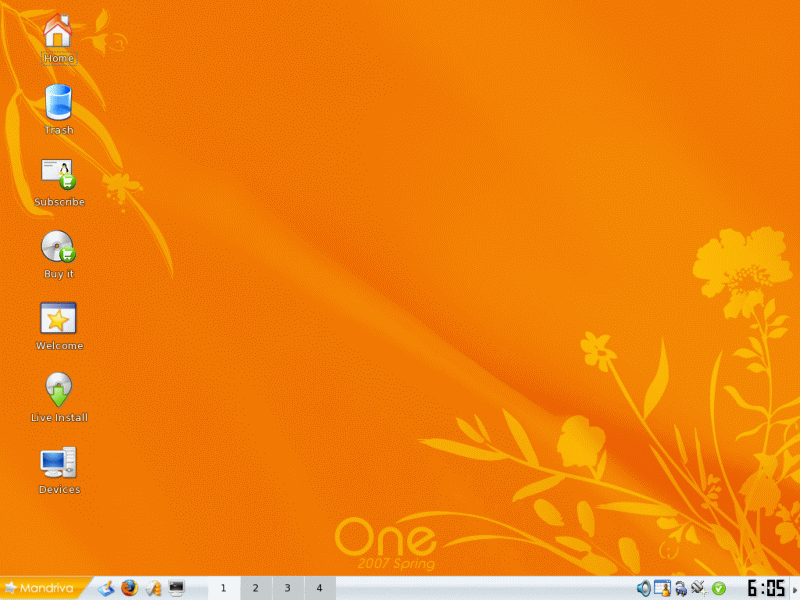
Mandriva One 2007 Spring

Distribuita il 10 aprile 2007, questa versione porta innovazioni soprattutto nel campo degli effetti tridimensionali e della virtualizzazione. Viene qui introdotto, infatti, il progetto Metisse che introduce effetti tridimensionali mirando a portare vantaggi funzionali, più che estetici. Per configurarne l'uso, la versione include lo strumento Drak3d, capace di amministrare anche Beryl e Compiz, conservati anche in questa versione. Nel campo della virtualizzazione, la distribuzione include VirtualBox, VMware Player, Xen e QEMU, che possono essere amministrati con il nuovo strumento Drakvirt.
Oltre a ciò, Mandriva 2007 Spring contiene anche la possibilità di integrarsi con semplicità nella rete FON ed una migliore gestione energetica dei computer portatili.
Tra i nuovi strumenti c'è anche l'indicizzatore di documenti Kerry Beagle.
Le versioni disponibili rimangono quelle della versione 2007, ma la versione di riferimento si sposta dalla Free alla One.

### Mandriva 2008

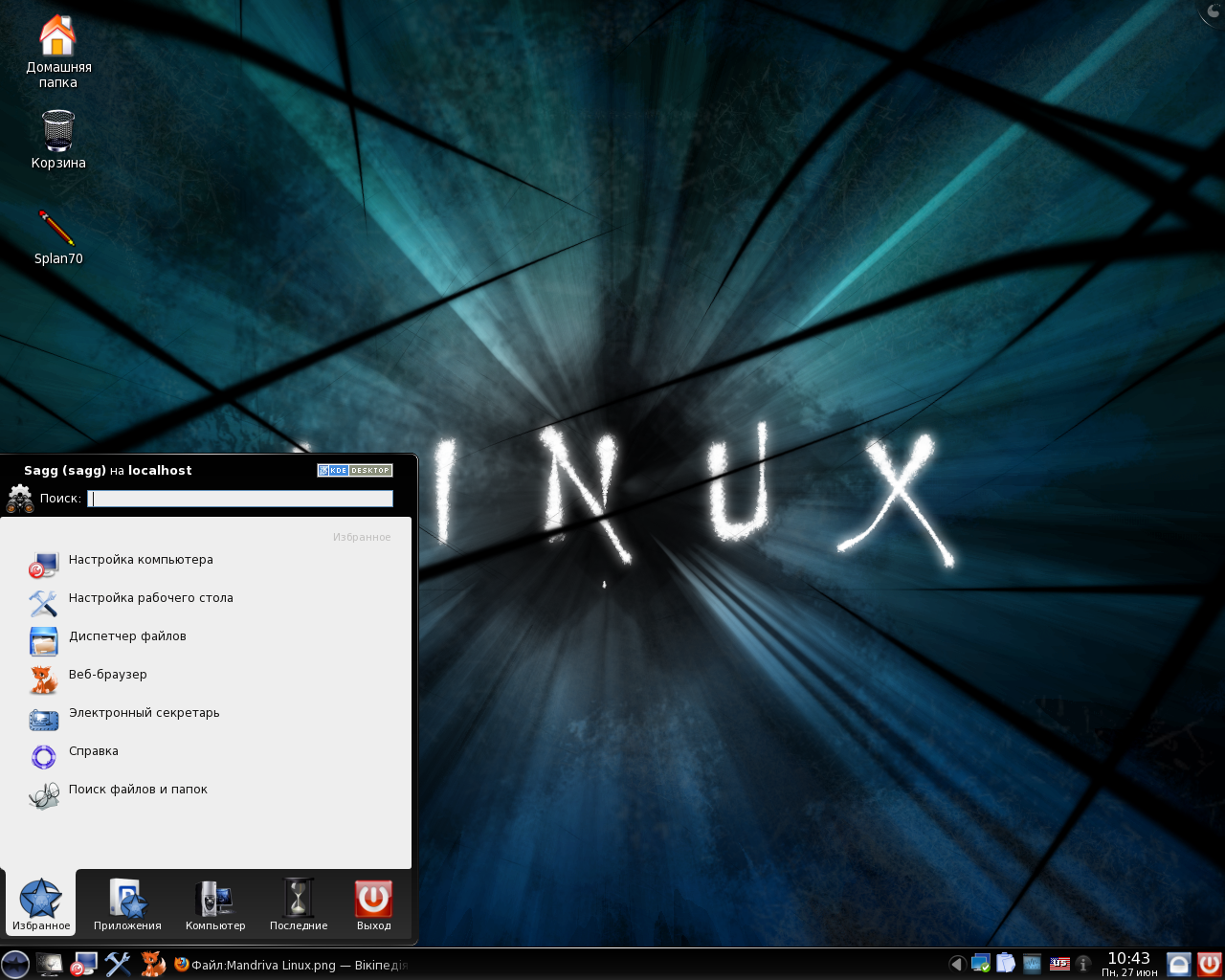
Mandriva 2008

Distribuita il 9 ottobre 2007, include nuove versioni dei pacchetti principali: kernel 2.6.22, X.org 7.2, KDE 3.5.7, GNOME 2.20.0, Mozilla Firefox 2.0.0.6, OpenOffice.org 2.2.1. Nuove e interessanti sono la funzione di desktop 3D Beryl e Compiz Fusion, un nuovo strumento per la gestione delle reti ed un nuovo strumento per la migrazione di documenti ed impostazioni dall'ambiente Windows.
Mandriva Linux 2008 è disponibile in diverse edizioni:
- One - composta da un singolo CD che include i driver proprietari più recenti ed è disponibile gratuitamente.
- Powerpack - composta da un DVD che include supporto, servizi ed importanti software proprietari di terze parti.
- Free - composta di 3 CD o 1 DVD composta unicamente di software libero, open source,  disponibile gratuitamente per il download.

### Mandriva 2008.1 "Spring"
Distribuita il 9 aprile 2008, include nuove versioni dei pacchetti principali: kernel 2.6.24, X.org 7.3, KDE 3.5.9 (KDE 4.0.3 come extra aggiuntivo), GNOME 2.22, Mozilla Firefox 2.0.0.13, OpenOffice.org 2.4. Con questa edizione è stato introdotto il server audio PulseAudio, la gestione dei codec multimediali tramite Codeina. Aggiornamenti riguardanti tutto il software, in particolare gli strumenti di gestione Mandriva. Aggiunti supporto alla sincronizzazione dispositivi con Windows Mobile e riconoscimento di altre distribuzioni Linux presenti. Questa edizione supporta il funzionamento su Asus Eeepc. Con questa edizione vengono proposti anche i primi pacchetti frutto della collaborazione con Turbolinux.
Mandriva Linux 2008.1 "Spring" è disponibile in diverse edizioni:
- One - composta da un singolo CD che include i driver proprietari più recenti ed è disponibile gratuitamente.
- Powerpack - composta da un DVD che include supporto, servizi ed importanti software proprietari di terze parti.
- Free - composta di 3 CD o 1 DVD composta unicamente di software libero, open source,  disponibile gratuitamente per il download.

E compatibile con Windows

### Mandriva 2009
La pagina italiana di Mandriva Wiki fornisce le specifiche tecniche della nuova release 2009.

### Mandriva 2009.1 "Spring"
La distribuzione della nuova release è avvenuto il 29 aprile 2009.
Mandriva Linux 2009 Spring stata distribuite il 29 aprile 2009.  Essa è disponibile in tre edizioni: One, Powerpack e Free, sia per architetture i586 che x86-64.
La edizioni One e Free contengono solo software libero e possono essere scaricate gratuitamente da server e relativi mirror ufficiali di Mandriva, oppure tramite BitTorrent. La versione One è fatta per essere masterizzata su CD-R ed offre un pacchetto limitato di programmi, mentre la versione Free è più completa ma necessita di essere masterizzata su DVD in quanto più voluminosa in termini di Bytes. Invece, la versione Powerpack è l'edizione commerciale e deve essere acquistata.
È stata distribuita una versione basata su Xfce, non supportata ufficialmente, ma creata dalla comunità a partire dall'edizione One .
La pagina italiana di Mandriva Wiki fornisce maggiori dettagli e specifiche tecniche.

### Mandriva 2010
Mandriva Linux 2010, chiamata Adelie, è la 25ª versione di Mandriva Linux. Questa versione stabile è disponibile dal 3 novembre 2009. Essa è disponibile in tre edizioni: One, Powerpack e Free, sia per architetture i586 che x86-64.
La edizioni One e Free contengono solo software libero e possono essere scaricate gratuitamente dai mirror ufficiali di Mandriva, tramite via BitTorrent. Invece, l'edizione commerciale Powerpack deve essere acquistata.

### Mandriva 2010.2
Questo aggiornamento del sistema operativo, distribuito il 22/12/2010, è il primo uscito dopo la crisi che ha colpito la ditta, il conseguente cambio del gruppo di controllo e la fuoriuscita di alcuni sviluppatori che hanno dato vita alla nuova distribuzione Mageia.
Si tratta di un corposo aggiornamento della versione 2010.1, senza modifiche sostanziali. Quest'ultima era stata distribuita l'8 luglio, sebbene l'uscita fosse prevista per il 2 giugno. Già si facevano sentire i problemi finanziari e di hardware che attanagliavano la società e non gli permettevano di distribuire la nuova versione per la data prestabilita. Il nome in codice di questa versione è Farman.
Gli aggiornamenti che si possono notare in queste versioni sono:
- Kernel Linux 2.6.33
- Gnome 2.30.1
- Kde 4.4.3
- Modulo di controllo parentale
- Miglioramento della componente smart desktop

Il tema grafico è rimasto invariato rispetto alla versione 2010.

### Mandriva 2011
La versione free della nuova release Hydrogen è stata distribuita il 08/08/2011, ed è stata seguita dopo circa due mesi dalla versione PowerPack. Oltre ai normali aggiornamenti software, si caratterizza per una ancora maggiore cura dell'ergonomicità di utilizzo e per la introduzione di nuovi tool multimediali. Da notare anche l'introduzione, in via sperimentale, del nuovo MPM (Mandriva Package Manager) che sostituirà il classico RPM